# Finland ved vinter-OL 2014
Finland deltog ved vinter-OL 2014 i Sotji, som blev afholdt i perioden 7. februar til 23. februar 2014.

## Medaljer
| 2014 Sotji | Guld | Sølv | Bronze | Total |
| Finland    | 1    | 3    | 1      | 5     |

En guld- og to sølvmedaljer i langrend, bronze i ishockey, og sølv i snowboarding.